# La Chapelle-Pouilloux
La Chapelle-Pouilloux és un municipi francès situat al departament de Deux-Sèvres i a la regió de la Nova Aquitània. L'any 2007 tenia 201 habitants.

## Demografia

### Població
El 2007 la població de fet de La Chapelle-Pouilloux era de 201 persones. Hi havia 80 famílies de les quals 28 eren unipersonals (12 homes vivint sols i 16 dones vivint soles), 24 parelles sense fills i 28 parelles amb fills.
La població ha evolucionat segons el següent gràfic:
Habitants censats

### Habitatges
El 2007 hi havia 122 habitatges, 83 eren l'habitatge principal de la família, 22 eren segones residències i 16 estaven desocupats. Tots els 121 habitatges eren cases. Dels 83 habitatges principals, 73 estaven ocupats pels seus propietaris, 8 estaven llogats i ocupats pels llogaters i 2 estaven cedits a títol gratuït; 1 tenia una cambra, 2 en tenien dues, 14 en tenien tres, 18 en tenien quatre i 48 en tenien cinc o més. 63 habitatges disposaven pel capbaix d'una plaça de pàrquing. A 41 habitatges hi havia un automòbil i a 36 n'hi havia dos o més.

### Piràmide de població
La piràmide de població per edats i sexe el 2009 era:
| Homes | Edats   | Dones |
| ----- | ------- | ----- |
| 0     | 95 o +  | 0     |
| 0     | 90 a 94 | 0     |
| 4     | 85 a 89 | 0     |
| 4     | 80 a 84 | 4     |
| 0     | 75 a 79 | 12    |
| 8     | 70 a 74 | 8     |
| 8     | 65 a 69 | 0     |
| 8     | 60 a 64 | 8     |
| 20    | 55 a 59 | 12    |
| 4     | 50 a 54 | 8     |
| 0     | 45 a 49 | 4     |
| 8     | 40 a 44 | 4     |
| 8     | 35 a 39 | 8     |
| 4     | 30 a 34 | 0     |
| 8     | 25 a 29 | 0     |
| 8     | 20 a 24 | 8     |
| 4     | 15 a 19 | 4     |
| 4     | 10 a 14 | 4     |
| 4     | 5 a 9   | 0     |
| 8     | 0 a 4   | 0     |

## Economia
El 2007 la població en edat de treballar era de 107 persones, 65 eren actives i 42 eren inactives. De les 65 persones actives 57 estaven ocupades (31 homes i 26 dones) i 8 estaven aturades (4 homes i 4 dones). De les 42 persones inactives 16 estaven jubilades, 8 estaven estudiant i 18 estaven classificades com a «altres inactius».

### Ingressos
El 2009 a La Chapelle-Pouilloux hi havia 84 unitats fiscals que integraven 201 persones, la mediana anual d'ingressos fiscals per persona era de 14.922 €.

### Activitats econòmiques
Dels 4 establiments que hi havia el 2007, 1 era d'una empresa de fabricació d'altres productes industrials, 1 d'una empresa de construcció, 1 d'una empresa de transport i 1 d'una empresa d'hostatgeria i restauració.
Dels 2 establiments de servei als particulars que hi havia el 2009, 1 era un guixaire pintor i 1 restaurant.
L'any 2000 a La Chapelle-Pouilloux hi havia 18 explotacions agrícoles que ocupaven un total de 748 hectàrees.

## Poblacions més properes
El següent diagrama mostra les poblacions més properes.